# Die Kinder vom Arbat
Die Kinder vom Arbat (russisch Дети Арбата Deti Arbata) ist ein Roman von Anatoli Rybakow und der erste Band eines Zyklus, der sich mit der Geschichte der Sowjetunion auseinandersetzt. Die Handlung vollzieht sich in den Jahren 1933 bis 1934 und beschreibt das Aufziehen des Systems des Stalinismus. Das Buch trägt autobiographische Züge, da Rybakow selbst im Jahr 1933, obwohl ein Anhänger des Sozialismus, verhaftet und für drei Jahre nach Sibirien verbannt worden war.
Die erste Publikation des Werkes in der Sowjetunion im Jahr 1987 galt als wichtiger Schritt und als Symbol der Politik der Glasnost des damaligen sowjetischen Parteichefs Michail Gorbatschow.

## Entstehung und Veröffentlichung
Rybakow begann bereits Ende der 1950er Jahre mit der Arbeit an seinem Roman und legte das Manuskript erstmals 1965 einem Verlag vor. Trotz einer schriftlichen Zusage konnte das Werk aber zunächst nicht erscheinen. Bis 1983 überarbeitete Rybakow mehrfach – auch der Zensur in der Sowjetunion geschuldet – sein Manuskript und strich gezwungenermaßen über hundert Seiten. Trotzdem und trotz zweimaliger Ankündigung der Veröffentlichung wurde die Publikation des Buches immer wieder verhindert. Angebote, den Roman im westlichen Ausland zu publizieren, lehnte Rybakow ab.
Erst im Jahr 1987 erfolgte der Abdruck des Romans in einer Sonderauflage der Zeitschrift Druschba narodow (Völkerfreundschaft), die wegen des Romanabdrucks beinahe eine Million Exemplare erreichte. Die nachfolgende Buchausgabe, welche Anfang 1988 in einer Auflage von 500 000 Exemplaren erschien, war binnen zwei Tagen ausverkauft.

## Übersetzungen und Verfilmungen
Der Roman erreichte in der Sowjetunion rasch eine Millionenauflage und wurde in viele Sprachen übersetzt. Die deutsche Übersetzung (von Juri Elperin) erschien 1988 bei Kiepenheuer & Witsch in einer Erstauflage von 80 000 Exemplaren, eine Übersetzung in englischer Sprache erschien ebenfalls im Jahr 1988 bei Dell Publishing.
Im Jahr 2004 wurde das Werk in Russland verfilmt und als 16-teilige Fernsehserie durch den Sender Perwy kanal ausgestrahlt.

## Inhalt
Hauptfigur des Romans ist der Student und überzeugte Kommunist Sascha Pankratow, der wegen einer Äußerung und einiger Karikaturen aus dem Komsomol und von seiner Hochschule ausgeschlossen wird. Da er sich unschuldig fühlt, setzt er sich aktiv für seine Rehabilitierung ein, muss aber bald die Ergebnislosigkeit seines Tuns erleben. Er wird verhaftet, soll ein Schuldgeständnis unterschreiben und wird nach seiner Weigerung für drei Jahre nach Sibirien verbannt.
Parallel zu dieser Geschichte findet sich die Beschreibung des Lebens von Verwandten, Freunden und Studienkollegen Sascha Pankratows unter den neuen Gegebenheiten der Angst und der Verfolgung. Aufschlussreich ist der Aufstieg eines Kommilitonen Pankratows, Jura Scharok, der, ohne an den Kommunismus zu glauben, durch seine opportunistischen Fähigkeiten im sowjetischen Geheimdienst immer erfolgreicher wird.
In die Haupthandlung ist ein Handlungsstrang eingeflochten, welcher im Wesentlichen aus inneren Monologen Stalins besteht und so einen Einblick in dessen Gedankenwelt gibt. Stalins Reflexionen über den Kommunismus, den Aufbau der Partei, über Machtkämpfe und Säuberungen im Parteiapparat charakterisieren ihn als einen gewissenlosen und heimtückischen Machtmenschen.
Das Buch endet mit der Ermordung des beliebten Leningrader Parteifunktionärs Sergei Kirow am 1. Dezember 1934, welche Stalin als Vorwand für die massive Verfolgung und Tötung von politisch „unzuverlässigen“ und oppositionellen Personen nutzte.

## Wirkung und Fortsetzungen
Die Veröffentlichung des Buches in der Sowjetunion war ein Symbol der Politik von Glasnost und wurde auch international stark beachtet. Дети Арбата war der erste sowjetische Roman, der nicht nur mit der Politik des Stalinismus abrechnete, sondern Stalin selbst auftreten ließ und den Diktator in einer ihn entlarvenden Weise darstellte.
Der sowjetische oppositionelle Künstler Bulat Okudschawa schrieb 1987 über das Werk: „Das ist ein Roman über uns. Wir Kinder des Arbat sind gleichzeitig Schöpfer und Opfer dieser Darstellung eines tragischen Abschnitts unserer Geschichte. Wir sind in die Lager und Gefängnisse gegangen, wir haben andere in Lager und Gefängnisse getrieben.“
Rybakow führte die Handlung des Buches und die Geschichte der Figuren aus Die Kinder vom Arbat in seinen Werken Jahre des Terrors, Stadt der Angst sowie Staub und Asche weiter fort.